# Giovanni Mascetti
Giovanni Mascetti   (Roma, 1859 - Roma, 29 de gener de 1916) fou un compositor italià del Romanticisme.
Es va dedicar especialment al gènere de l'opereta, de les quals en va compondre un gran nombre.

## Llista no exhaustiva
- Er Marchese der Grillo (1889);
- Una Gita dipiacere (1890);
- Le nozze der marchese der Grillo (1890);
- Il gallo della checca (1891);
- La contessina di Campo dei fiori (1891);
- La figlia del popolo (1892);
- Una notte in casa der marchese der Grillo (1893);
- Il giornale degla analfabeti (1893);
- Tre fije di un solo padre (1893);
- Sisifo (1894);
- Eva (1895);
- Da milano a Barcellona (1896);
- La Casta Lucrezia (1897);
- Il Cicerone aglí scavidi Campo Vaccino (1900);
- La fiera di Grottaferrata (1900);
- Bartolomeo Pinelli (1900);
- Numa Pompilio II, re di Roma (1900).